# Liste der Kapellen in Mainz

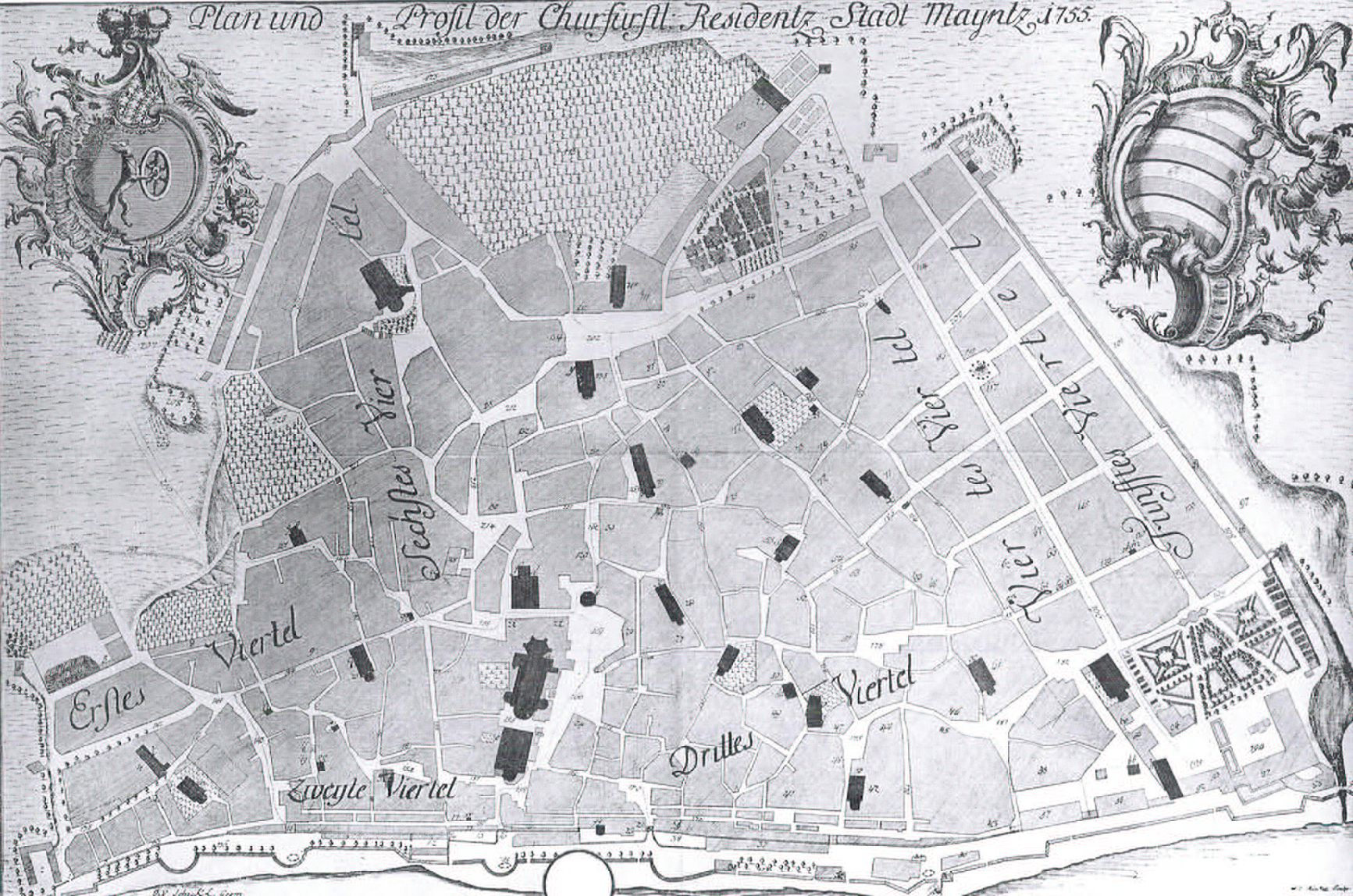
Mainz zur Zeit des Kurfürsten Johann Friedrich Karl von Ostein, Kirchen und Kapellen hervorgehoben

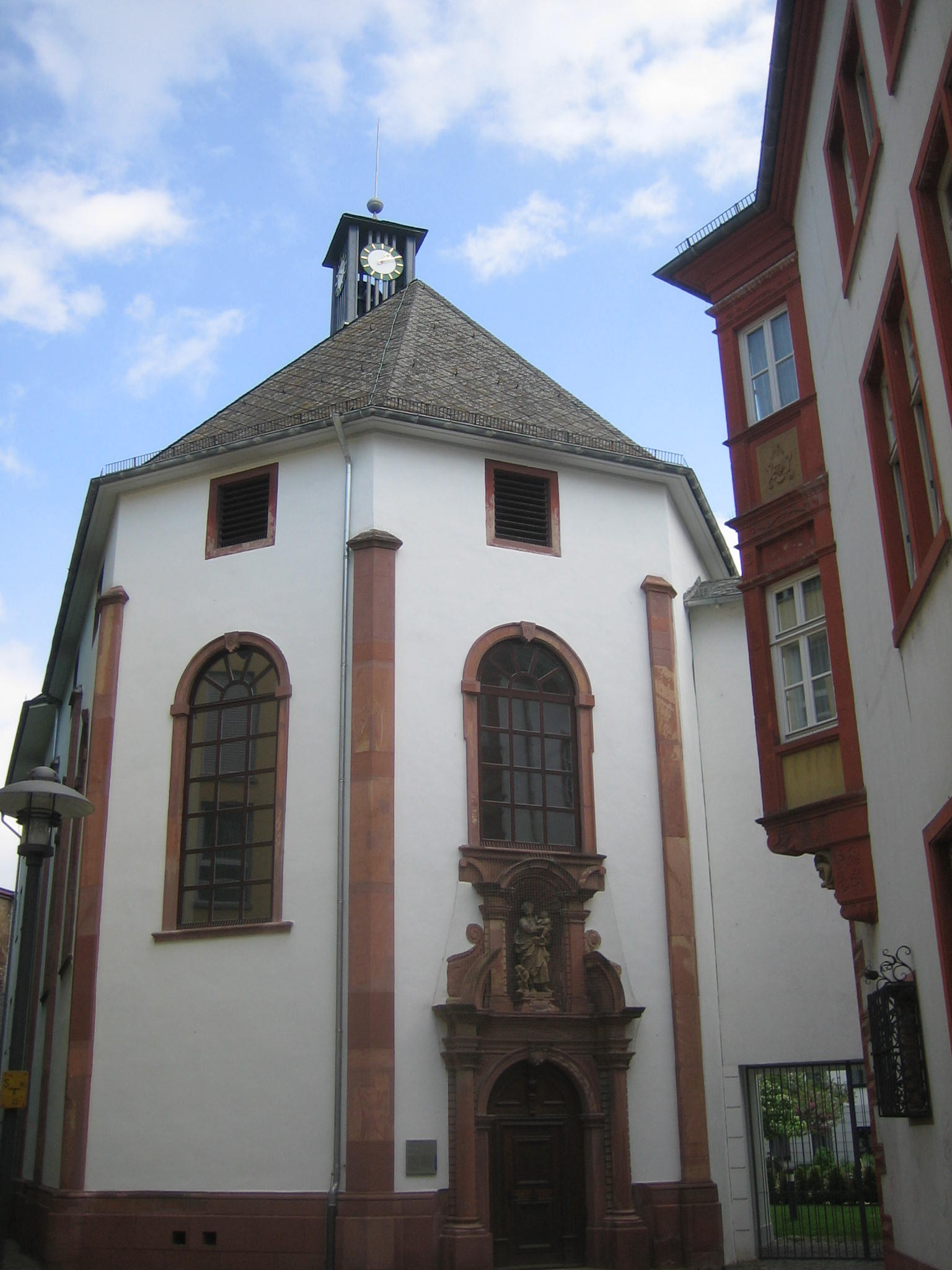
St.-Josephs-Kapelle

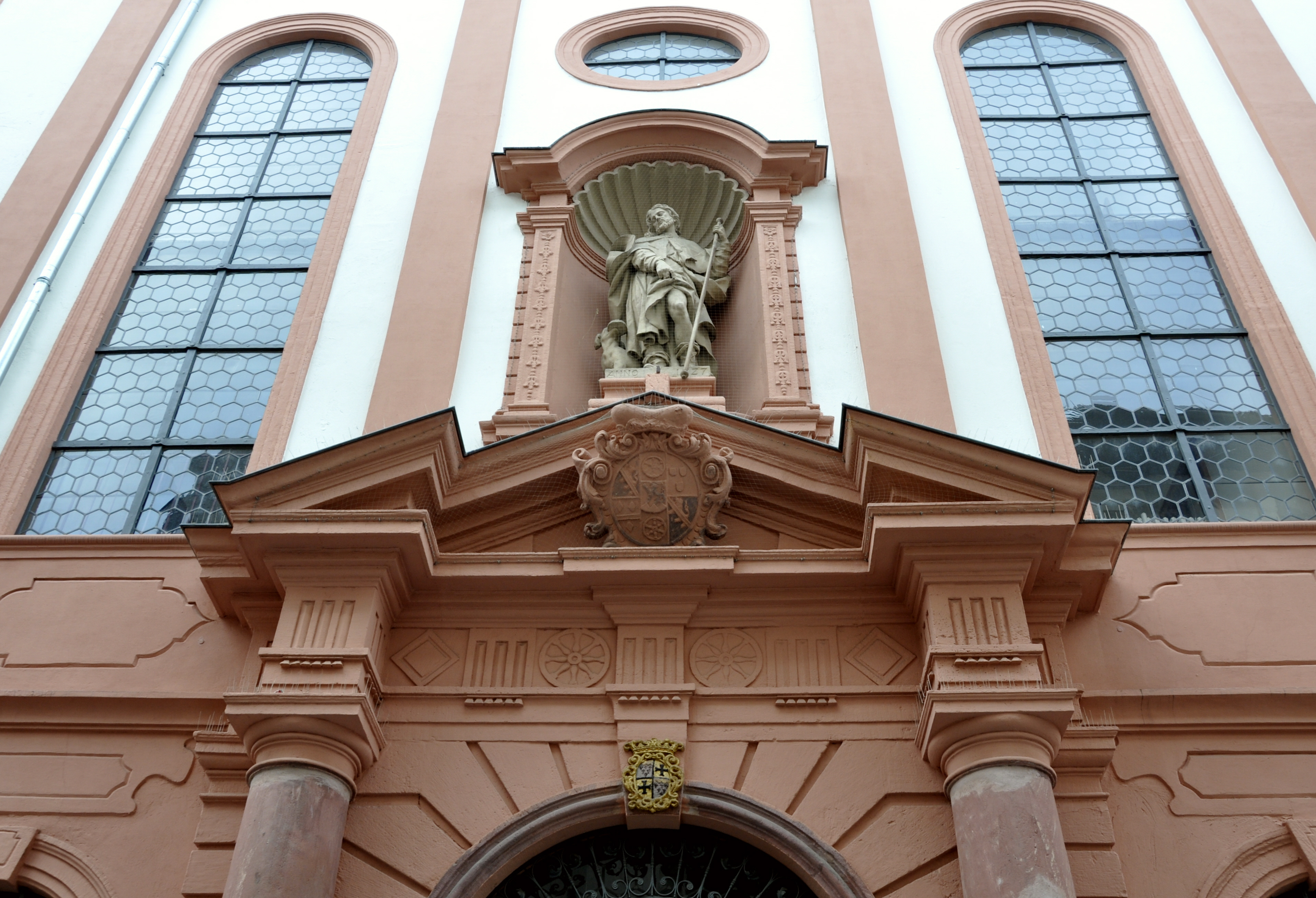
Portal Rochuskapelle

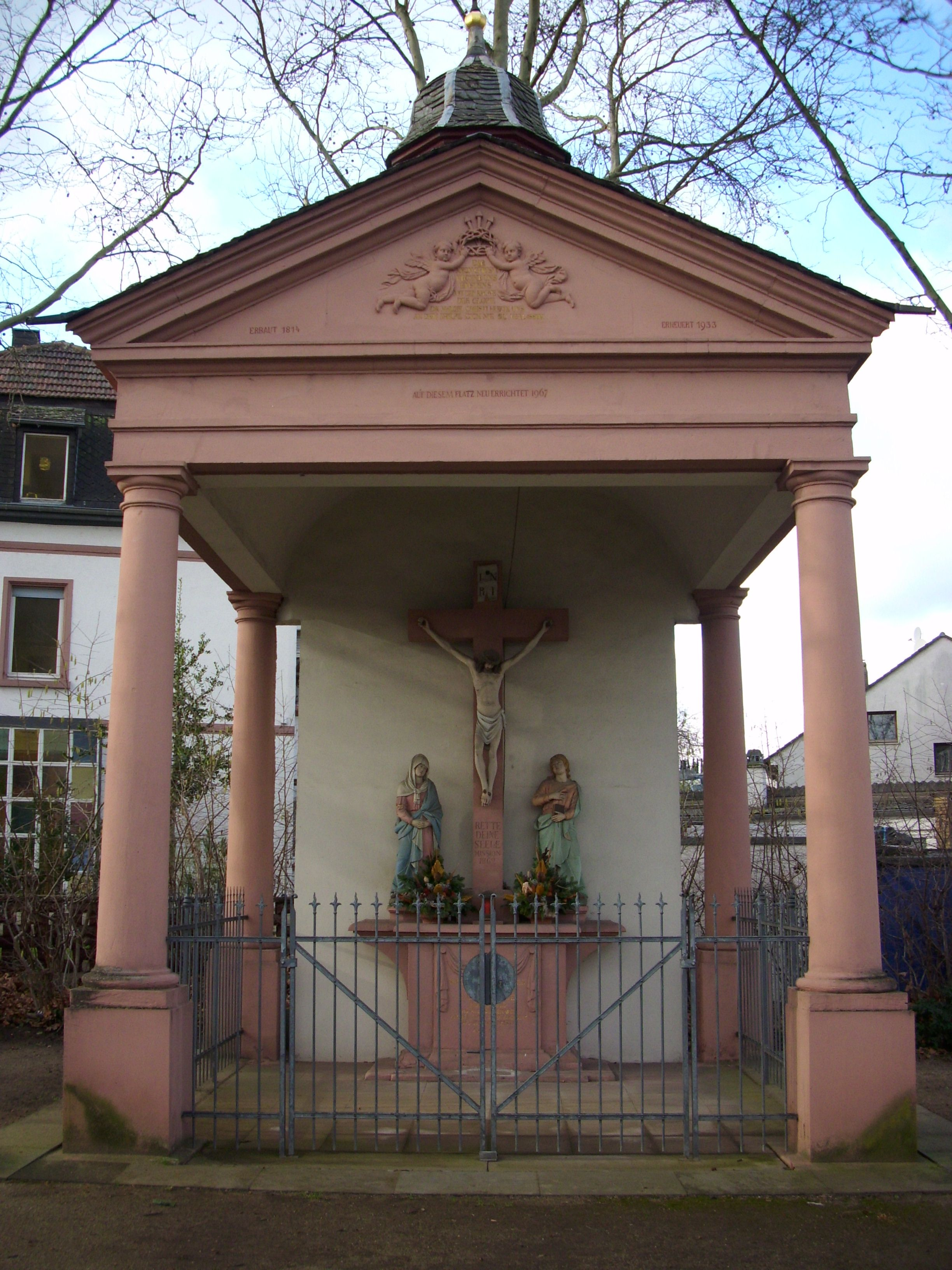
Kreuzkapelle Mombach

Die Liste der Kapellen in Mainz nennt erhaltene und nicht mehr erhaltene Kapellen in Mainz, Rheinland-Pfalz.
Die vielen kleinen aber auch größeren Kapellen in Mainz treten oft hinter dem großen Angebot der Kirchengebäude zurück. Neben den großen Kirchen aus verschiedenen Stilepochen wurden jedoch auch kleinere Haus- und Klosterkapellen in der Stadt errichtet, die oft nur aus einem umgenutzten Zimmer einer Privatetage bestanden.

## Liste

### Existierende Kapellen
- St.-Josephs-Kapelle im Altersheim Lage
- Kapelle Heilige Drei Könige in der Maria-Ward-Schule Lage
- Kapelle Maria Mater Dolorosa im Bruder-Konrad-Stift in der Weintorstraße Lage
- St.-Anselm-Kapelle im Haus Maria Frieden des Altenheimes Bruder-Konrad-Stift Lage
- Marienkapelle im Bildungszentrum des Bistums Mainz Lage
- St.-Bernhards-Kapelle im Bildungszentrum des Bistums Mainz Lage
- Antoniterkapelle in der Adolf-Kolping-Straße Lage
- Bonifatiuskapelle im Priesterseminar Mainz, Augustinerstraße Lage
- Franziskuskapelle im Arnsburger Hof[1]
- Vierzehn-Nothelfer-Kapelle, Kapellenstraße Lage
- Kapelle der Schwestern von der Göttlichen Vorsehung, Stefansstraße Lage
- Kapelle des Bischöflichen Willigis-Gymnasiums, Goldenbrunnengasse Lage
- Kapelle des Neuen Berthier-Hauses im Kloster der Missionare von der Heiligen Familie (Berthierhaus), Bahnstraße 32 (seit 2009 im Besitz des Caritasverband Mainz) Lage
- Kloster der ewigen Anbetung, Finthen (Kloster Schwestern von der Göttlichen Vorsehung (Mainz)), Poststraße Lage
- Kapelle des St. Vincenz-Hospitals, An der Goldgrube Lage
- Kapelle des Hildegardiskrankenhauses, Kirsteinstraße Lage
- Rochuskapelle (polnische Gemeinde), Rochusstraße Lage
- St. Bilhildis, Josefstraße Lage
- St. Elisabeth von Thüringen in der Katholischen Hochschule Mainz, Saarstraße Lage
- St. Rochus in der Universitätsmedizin, Langenbeckstraße Lage
- Kapelle im Kloster der Ewigen Anbetung, Kapuzinerinnen von der Ewigen Anbetung, Gymnasiumstrasse Lage
- Altenheim Maria Königin, Seminarstraße Lage
- Kreuzkapelle Mombach, Kreuzstraße Lage
- Kapelle des Theresianums, Oberer Laubenheimer Weg Lage
- Gotthardkapelle am Dom, Markt Lage
- Kapelle der Mainzer Dominikaner in der Gartenfeldstraße (2010), die künstlerische Gestaltung erfolgte durch den Heilbronner Glaskünstler Raphael Seitz[2] Lage

### Zerstörte oder nicht mehr existierende Kapellen
- Die Albanskapelle oder Albansruhe in der petersstiftischen Präbendkurie zum Huhn am Petersweg, bei dem heutigen Schloßplatz. Sie hieß Albansruhe, weil nach einer Legende, der Heilige Alban von Mainz nach seinem vor der Stadt in der heutigen Neustadt erlittenen Märtyrertod auf der Stelle der Kapelle geruht haben soll, als er sein abgeschlagenes Haupt zum Marterberg, dem heutigen Albansberg getragen hat.
- Die Allerheiligenkapelle, ehemals eine Jeschiwa, wurde nach dem Jahre 1462 von Kurfürst Adolf II. von Nassau den Juden genommen und von ihm dotiert. Später kam sie mit dem dabei stehenden Hause an die zeitlichen Weihbischöfe und wurde später in das bögnerische Haus verbaut.
- Die Allerheiligenkapelle auf dem Quintinskirchhof. Sie wurde im Jahre 1418 über das Beinhaus erbaut, welches die an ihr befindliche Inschrift MCCCCXVIII off nehst Sontage nach Pfingsten wert dieser kerntner — Ossarium — angefangen von der gemein almosen durch den ersamen Hern Johann Felzperg, Heinrich Medenbach, Eberhard Windeck, Pfarrer und Bumeister derselben Pharr beweist.[3]
- Die Kapelle der Heiligen Andreas, Martin und Mansuetus in der ehemaligen Dompropstei, gegenüber dem Eingang des früheren Dominikanerklosters. Erst im Jahre 1668 wurde der Eingang von der Straße her geöffnet. Der Dompropst Damian Friedrich von der Leyen ließ die Dompropstei mit der Kapelle im Jahre 1786 abreißen und erstere ohne Kapelle neu erbauen.
- Die Antoniuskapelle des Einsiedlers im Hause zum Lorcher auf der Hundsgasse, wurde vom Jakobsbergerkloster in die königlich preußische Kaserne (Holzhofkaserne) verlegt.
- Die Bartholomäuskapelle am Eingang zum Stephanskreuzgang
- Die Bernhardskapelle im Arnsburgerhof in der Grebengasse
- Die Blasiuskapelle am Eingang in den Kirschgarten aus der Augustinergasse wurde im Jahre 1803 zur Erweiterung des Platzes abgerissen.
- Die Bonifaziuskapelle im ehemaligen peterstiftischen Kapitelhaus zum Rheingräfen, das zum Schloßplatz umgezogen wurde.
- Die Brigidenkapelle neben dem Haus zum Fuchs in der Altmünstergasse wurde später eine Beginenklause, deren Klausnerinnen nach den Regeln des Brigidenordens lebten und auf ihrer grauen Kleidung ein rotes Kreuz trugen. Zuweilen nannte man auch diese Klause das Dechantskonvent. In dem Testament eines Wernhers von Oppenheim vom Jahre 1390 heißt es: "Item vermache ich drei Malter Korn zu dem Münsterkonvcnt der Sustern in der Altmünstergasse, genannt Dechantskonvent — Item den „Becharten“ in der Altmünstergassen drei Malter Korn".
- Die Catharinenkapelle auf dem Kirchhof der ehemaligen Udenmünsterpfarrkirche (? St. Peter (Mainz)) wurde schon im Jahre 1590 auf Befehl des Kurfürsten Wolfgang von Dalberg zur Erweiterung der Straße abgerissen.
- Die Catharinenkapelle in der Domscholasterie wurde bei der Erbauung der neuen Häuser im Weihergarten abgebrochen.
- Die Cäcilienkapelle in der peterstiftischen Präbendkurie zum großen Schenkhaus, neben der Kurie zum Huhn, war eigentlich nur ein solider Erker, in dem ein Altar stand, der im Jahre 1492 eingeweiht wurde.
- Die Dreikönigskapelle im Hof zum Humbrecht, dem späteren Dreikönigshof in der Schustergasse. In diesem Hause sollen die Reliquien der heiligen drei Könige eine Nacht geruht haben, als sie im Jahre 1162 von Mailand nach Köln gebracht worden. Zum Andenken soll in der Folge diese Kapelle zur Ehre der drei Weisen des Morgenlandes erbaut, von den Schweden während ihrer Besetzung der Stadt profaniert und im Jahre 1643 neu eingeweiht worden sein. Im Jahre 1780 wurde sie zu einem Kramladen umgebaut.
- Die Elisabethenkapelle in der Dechanei des Liebfraustifts. Darin wurden oft Priesterweihen vorgenommen. Sie wurde im Jahre 1790 bei der Erbauung der neuen Dechanei abgerissen.
- Die Fatima-Kapelle Lage im (Schul-)Hof des ehemaligen Schulgebäudes Jägerstraße 33, des sich damals noch dort befindlichen Gymnasiums Theresianum (Mainz), jetzt Oberer Laubenheimer Weg. In den späten 1950er und auch 1960er Jahren wurden mehrmals im Jahr so genannte Fatima-Prozessionen mit Hunderten von Gläubigen durch den Schulhof, das Schulsportgelände und den ausgedehnten Garten (mit Fatimagrotte) rund um die Fatima-Kapelle abgehalten. Die Kapelle wurde in den Jahren 1980/81 wegen des Verkaufs des Grundstücks an das Vincenz-und-Elisabethen-Hospital niedergelegt.
- Die Galluskapelle in der alten Metzgerscharn, oft die Sülzenkapelle genannt.
- Die Heilig-Geist-Kapelle in der Domkustodie wurde verbaut
- Die Heilig-Geist-Kapelle in der Domkurie zum Thiergarten wurde ebenfalls verbaut.
- Die Georgenkapelle auf der Marktstraße, der jetzigen Emmeransgasse, dem früheren Justizpalast schräg gegenüber. Mit ihr war eine Beginenklause verbunden und gehörte dem Altmünsternonnenkloster, das das Patronats- oder Provisionsrecht davon an Adelige und Patrizier als Lehen gab, denen dann die Aufnahme der Beginen oder Klausnerinnen mit einigen Nutzbarkeiten zustand. Im Jahre 1390 war Friedrich von Leyen, ein Edelknecht der Lehenträger und Patron der sant Georien off Marktstraße, im Jahre 1452 waren es Philipp und Heinrich zum Jungen. Heinrich zum Jungen gab in den Jahren 1479 und 1487 dieses Patronatrecht mit Bewilligung der Äbtissin von Altenmünster an andere in Afterlehen. Zu dieser Zeit wurde in dieser Klause so übel gehaust, dass man die Klausnerinnen fortjagte und sie leerstand, bis Kurfürst Berthold von Henneberg im Jahre 1485 einer gewissen Agnes Dille gestattete, hineinzuziehen, um die Klause wieder in ehrbaren Stand zu setzen. Kapelle und Klause kamen in Privathände und verfielen. Nur der Turm stand noch, als im Jahre 1652 die Erben eines gewissen Pleß die darum stehenden alten Gebäude und leeren Plätze an die Äbtissin des armen Klarissenklosters verkauften, die die Steine des Turms für ihre Klostermauern verwendete.[4]
- Die Georgenkapelle in der ehemaligen Domdechanei, auf dem jetzigen Gutenbergplatz. Der Domdechant Otto von Rüdesheim hatte sie gestiftet. Mit ihr war eine Domvikarie verbunden. Die Kapelle wurde im Jahre 1807 mit der Dechanei abgerissen.
- Die Georgenkapelle in der alten Domsängerei hinter dem heiligen Grab. Sie wurde schon im Jahre 1319 abgebrochen.
- Die St. Gereonskapelle bei der Stadtmauer am Rhein, nachherige Heilig-Geist-Hospitalskapelle.
- Die Johanniskapelle, auch klein St. Johann, Lützel St. Johann genannt, lag hinter dem jetzigen großen Theater. Die Stiftskurie, in deren Bezirk sie lag, gehörte zu einer Domvikarie, welche bei dem schwedischen Besitze der Stadt mit den meisten geistlichen Häusern verwüstet wurde. Im Schutt lag noch Haus und Kapelle im Jahre 1658, als das Domkapitel dieselbe an die Jesuiten gegen das Haus zum Ehrenfels vertauschte, welche dort die vier Häuser C, 117, 118, 119 und 120 erbauten.
- Die Johanniskapelle im ehemaligen Johanniterordenshaus, zum Heiligen Grab genannt, später königlich preußische Geniedirection, heute Bischöfliches Ordinariat.
- Die Johanniskapelle bei der Altmünsterpforte, die Kurfürst Damian Hartard von der Leyen im Jahre 1676 mit dem Militärlazarett vereinigte.
- Die Kapelle der heiligen Kilian, Victor und Barbara in der großen Pfaffengasse
- Die Lambertuskapelle im Hof zum Reineck, dem rothen Thor gegenüber auf der Leergasse. Wahrscheinlich ist sie mit der Erlöschung des Geschlechts der zum Reineck im 16. Jahrhundert eingegangen.
- Die Lorenzkapelle in der Domkustorie, dem Bischofshof.
- Die Lorenzkapelle im ehemaligen kölnischen Hof auf dem Ballplatz. Der Graf Ludwig von Isenburg-Büdingen, welcher diesen Hof als ein kölnisches Lehen besessen, ließ im Jahre 1567 die Kapelle zur Vergrößerung des Gartens abreißen.
- Die Lorenzkapelle rechts am Eingang in den Stephanskreuzgang, der Pankratiuskapelle gegenüber
- Die Lorenzkapelle bei dem Hause zum alten Schultheiß
- Die Margarethenkapelle an der Flachsmarktstraße. Nach dem Wappen der Patrizier zum Jungen, den drei Jagdhörnern, zu schließen das daran auf einem steinernen Bogen ausgehauen ist, waren diese ihre Gründer. Später erwarb das Peterstift Eigentum davon, das ihm jedoch vom Dompropst bestritten wurde. Auch bei ihr hatten sich Beginen oder Klausnerinnen angesiedelt, welche die dritte Regel des heiligen Franziskus befolgten. Als zur Zeit der Reformation die Nonnen des Augustiner-Chorfrauenstiftes St. Peter zu Kreuznach vertrieben wurden und sich hierherflüchteten, wies Kurfürst Daniel Brendel von Homburg diesen vorübergehend die Margarethenklause zur Wohnung an, bis sie nach Eibingen und später dem Agnesenkloster in Mainz versetzt wurden. Von dieser Zeit kam die Kapelle wieder an das Peterstift, das darin bis zu seiner Aufhebung den Gottesdienst versehen ließ. Die Margarethenkapelle wurde von der französischen Domänenverwaltung mit dem dazugehörigen Hause versteigert.
- Die Marienkapelle im alten Deutschordenshaus wurde wahrscheinlich schon im Jahre 1314 abgerissen, als die Deutschordensbrüder ihre Elisabethenkirche erbauten.
- Die Marienkapelle auf dem Flachsmarkt
- Die Martinskapelle in der vom Kurfürst Diether von Isenburg erbauten Martinsburg. Der Altar stand in einem Erker, der aus der Mauer zum Rhein aussprang. Sie wurde mit der Martinsburg im Jahre 1807 abgerissen.
- Die gotische Michelskapelle im alten Michelshof, dem Heilig-Grab-Kloster gegenüber, war die vornehmste aller Mainzer Michelskapellen. Das Haus, in dem sie stand, wurde zu den ältesten der Stadt gezählt. Es war ein Eigentum des Johannisstifts und noch in seiner ursprünglichen Bauart, als es im Jahre 1831 abgerissen wurde. Im 13. und 14. Jahrhundert diente es zu den Versammlungen des Mainzer Klerus. In der Kapelle wurde jeden Sonn- und Feiertag eine Messe gelesen, die man die Michelsmesse nannte. Zu ihr muss ein Kirchhof gehört haben, da man beim Abriss des Hauses ein mit Totenknochen angefülltes Gewölbe gefunden hat.
- Die Michelskapelle am Eingang in das ehemalige Franziskanerkloster. Bei dem Bombardement der Stadt im Jahre 1793 brannte sie mit der Kirche ab.
- Die Michelskapelle auf dem Emmeranskirchhof. Mit ihr war eine Stiftung verbunden.
- Die Michelskapelle auf dem Ignazkirchhof hatte ein Altarbenefizium.
- Die Michelskapelle auf dem Quintinskirchhof ist der Kirche angebaut und hatte ebenfalls ein eigenes Altarbenefizium, das der Domscholaster zu verleihen hatte. Der Altar wurde im Jahre 1427 geweiht.
- Die Michelskapelle auf dem Stephanskirchhof wurde im 19. Jahrhundert als baufällig abgerissen.
- Die Michelskapelle auf dem Christophskirchhof wurde im Jahre 1786 abgerissen und zum kertellischen Haus verbaut. Auch sie hatte ein Altarbenefizium.
- Die Ottilienkapelle auf dem Flachsmarkt, hinter dem Haus zum Berner. In dem ehemaligen Reil zwischen diesem Haus und den Gefängnissen waren die Reste dieser Kapelle noch lange sichtbar.
- Die Pankratiuskapelle links neben dem Eingang in den Stephanskreuzgang. Man nannte sie auch die Taufkapelle, weil sie einen Taufstein hatte und zur Vikarie des heiligen Pankratius gehörte, welche mit der Pfarrei verbunden wurde.
- Die Pantaleonskapelle bei der Klosterkirche auf dem Jakobsberg wurde bei dem Bürgerrevolte im Jahre 1329 mit dem Kloster von den Mainzer Bürgern zerstört.
- Die Remigiuskapelle, an der Ecke des Gartens des Hauses zur hängenden Hand, wurde während des schwedischen Besitzes der Stadt abgerissen.
- Die Sebastianskapelle auf dem Graben neben dem Goldstein, bei der Dietherpforte. Sie wurde ebenfalls während der Schwedenzeit zerstört.
- Die Sebastianskapelle im Hanauerhof in der Augustinergasse.
- Die Secundinakapelle in der Domscholasterie, neben der Kirche St. Johannis, ist um das Jahr 1790 in das Haus der späteren Generalkasse, verbaut worden.
- Die Severikapelle auf dem Emmeranskirchhof ist der Kirche neben dem Glockenhaus angebaut. Sie gehörte den Mainzer Wollenwebern und wurde von ihnen genutzt.
- Die Simon- und Judaskapelle im rothen Hause, nachherigen Königsteinerhof, dem heutigen Älteren Dalberger Hof auf dem Ballplatz, wurde durch den Grafen Eberhard von Eppstein, Herrn zu Königstein, erbaut und dotiert.
- Die Stephanskapelle im Bezirk des ehemaligen Agnesenklosters. Das Patronatsrecht davon stand dem Rittergeschlecht von Rheinberg zu und wurde mit allen davon abhängenden Gefällen im Jahre 1299 von Sigfried von Rheinberg mit Bewilligung seiner Kinder dem Mainzer Johannisstift durch Schenkung übertragen. „Da später die Agnesennonnen ihr Kloster dahin erbauten, so setzten diese dem Johannisstift so lang durch Bitten zu, bis es durch eine Urkunde vom Jahre 1329 in die Abtretung derselben mit dem Patronatsrecht willigte, unter der Bedingung, dass der in der neuen Klosterkirche zu erbauende hohe Altar zugleich der heil. Agnes und dem heiligen Papst Stephan müsse geweihet werden und die Gefälle der Kapelle dem Stift verbleiben, wofür dieses die Stiftung erfüllen würde. Doch musste der Abt Wilhelm des Erbacherklosters und der Erzbischof Heinrich durch eine besondere Urkunde versprechen, nichts zu erinnern, wenn das Stift jene Stiftung nicht erfülle.“[5]
- Die Thérèse-von-Lisieux-Kapelle Lage im 1. Obergeschoss des ehemaligen Schulgebäudes Jägerstraße 33, als Patronats- sowie Schul-, Haus- und Internatskapelle des sich damals dort befindlichen Gymnasiums Theresianum (Mainz). Nach dem Auszug und Umzug des Theresianums an den Oberen Laubenheimer Weg im Jahr 1981 wurde das Gebäude in ein Wohngebäude mit zahlreichen Eigentumswohnungen umgebaut.
- Die Ulrichskapelle bei der ehemaligen Mühlpforte, dem jetzigen großen Einfahrtstor des Neuen Zeughauses gegenüber. Bei ihr war eine vom hiesigen Johannisstift abhängige Beginenklause. Kurfürst Daniel ließ die Steine der abgerissenen Kapelle zum Bau der neuen Schlosskirche verwenden.
- Die Walpurgiskapelle im hinteren Teil des Hofes zum Gensfleisch. Nach Johann Friedrich Ladomus soll sie eine der ältesten Kirchen in Mainz gewesen sein und der Bischof Siegbert I. sie im 6. Jahrhundert in die Stadt versetzt haben, da sie vorher außerhalb derselben gestanden hätte. Hierfür gibt es jedoch keine Belege. Sicher ist, dass die Walpurgiskapelle und Klause im 13. Jahrhundert dem Altmünsterkloster angehörte und hinter dem Hof zum Gensfleisch gestanden hat. Im Jahre 1240 wurde sie den neu in die Stadt aufgenommenen Minoriten bis zur Fertigstellung einer eigenen Kirche zur Verfügung gestellt, dann am zweiten März 1279 den Reklusen von St. Agnes überlassen, von denen sie an die Antoniter gekommen und noch zu Anfange des XVI. Jahrhunderts stand und dann abgerissen wurde.

### Verschwundene Kapellen ohne Kenntnis der Lage
Nebst diesen sechsundfünfzig verschwundenen Kapellen befanden sich vor 1841 noch andere in der Stadt, deren Lage man nicht kennt.
- St. Hildergardiskapelle
- St. Vinzenz- und Elisabeth-Kapelle
- Die Ewige Anbetung
- Auräus-Kapelle
- St. Bilhildiskapelle